# Cassipourea rogersii
Cassipourea rogersii là một loài thực vật có hoa trong họ Rhizophoraceae. Loài này được (S.Moore) Alston mô tả khoa học đầu tiên năm 1922.